# Maxillaria nutantiflora
Maxillaria nutantiflora är en orkidéart som beskrevs av Rudolf Schlechter. Maxillaria nutantiflora ingår i släktet Maxillaria och familjen orkidéer. Inga underarter finns listade i Catalogue of Life.